# Victorine-Angélique-Amélie Rumilly
Victorine-Angélique-Amélie Rumilly   (Grenoble, 1789 - 1849), va ser una pintora francesa.
Estudiant de Regnault, Rumilly va pintar retrats i escenes de gènere històric. Tenim d'ella Venus i Cupido i La Sagrada Família.
Va exposar als Salons durant tres dècades, des de 1808 fins a 1839.

## Obres
Arran d'un encàrrec de Louis-Philippe I per al Museu Històric de Versalles, va fer, el 1836, una còpia segons Louis Tocqué d'un retrat de l'escriptora Françoise de Graffigny i després, el 1837, una còpia segons Dosso Dossi d'un retrat de Cèsar Borja.
Entre les seves obres hi ha :
- Venus i Cupido ;
- La Sagrada Família ;
- Retrat de Françoise de Graffigny (1694-1758), 1836, després de Tocqué ;
- Cèsar Borja, duc de Valentinois, 1837, després de Giovanni di Niccolò de Lutero, conegut com a Dosso Dossi ;
- Retrat de Jean-François Champollion, conegut com a Le Jeune, 1823, Musée Champollion;[4]
- Retrat de Jacques-Joseph Champollion-Figeac, oli sobre tela, vers 1825-1830, Museu Champollion;[4]
- Retrat de Zoé Berriat, oli sobre tela, vers 1825-1830, Musée Champollion.[4]

## Galeria d'obres

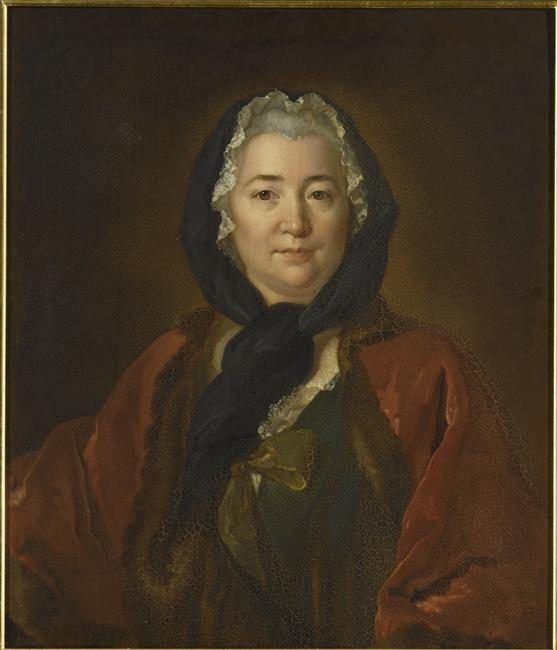
Retrat de Françoise de Graffigny (1694-1758), 1836, després Tocqué.
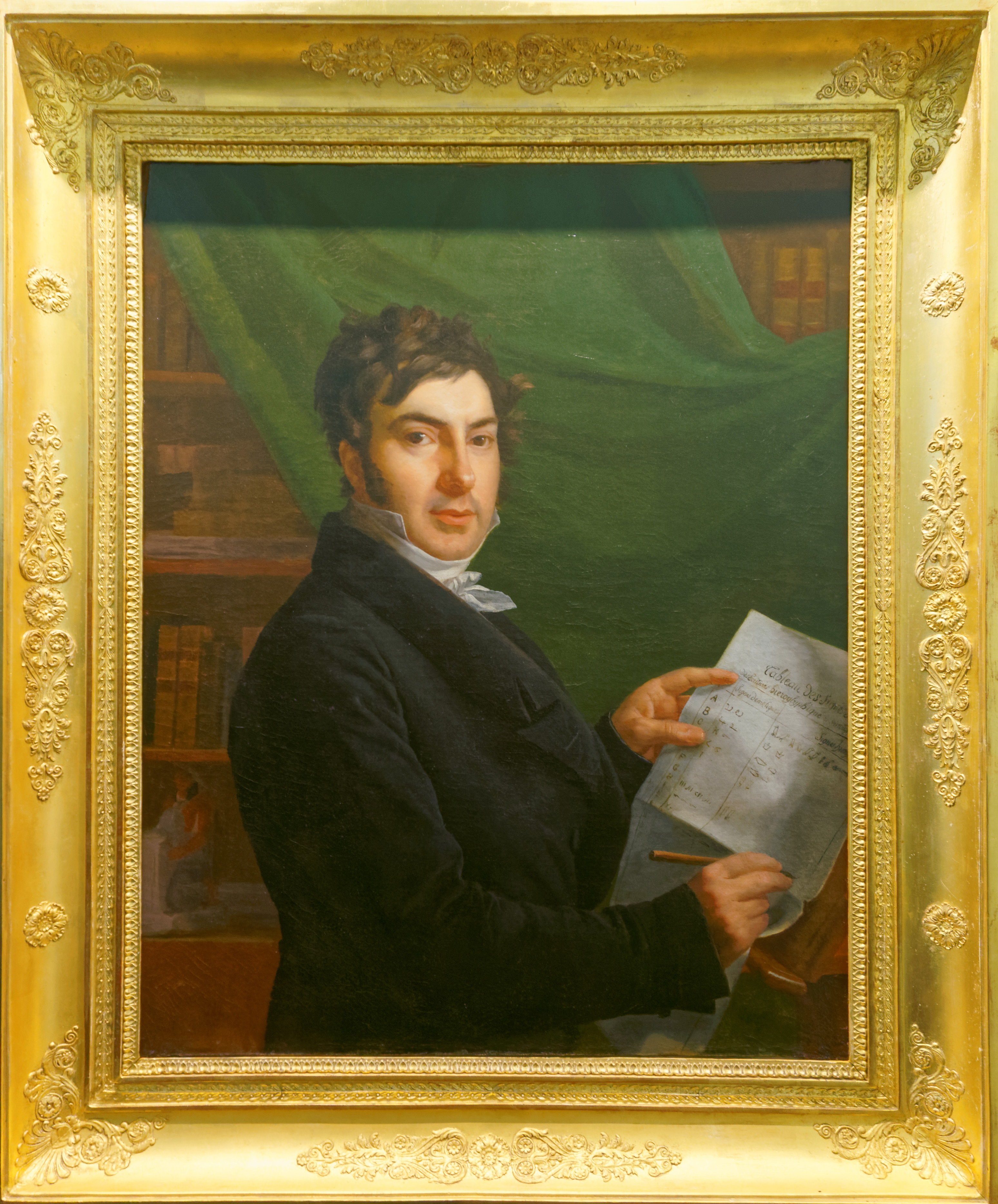
Retrat de Jean-François Champollion, dit El Jove, 1823, Museu Champollion.
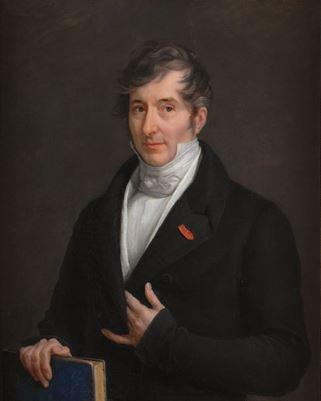
Retrat de Jacques-Joseph Champollion, vers 1825-1830, Museu Champollion.